# Ermita de Nuestra Señora de Mismanos (Tudela)
La Ermita de Nuestra Señora de Mismanos de Tudela (Navarra), posteriormente Ermita de San Marcos, fue una ermita que se situaba a 8 km de Tudela, en los Montes de Cierzo, cerca de la carretera N-232 entre Tudela y Castejón-Alfaro.

## Historia y cronología de construcción
Esta ermita pudo ser construida en el siglo XII, pero la primera vez que se cita es en 1222. En 1732, cambió de advocación, adoptando la de San Marcos. La Ermita de San Marcos fue abandonada definitivamente en 1931, conservándose sus ruinas.